# Gutonya

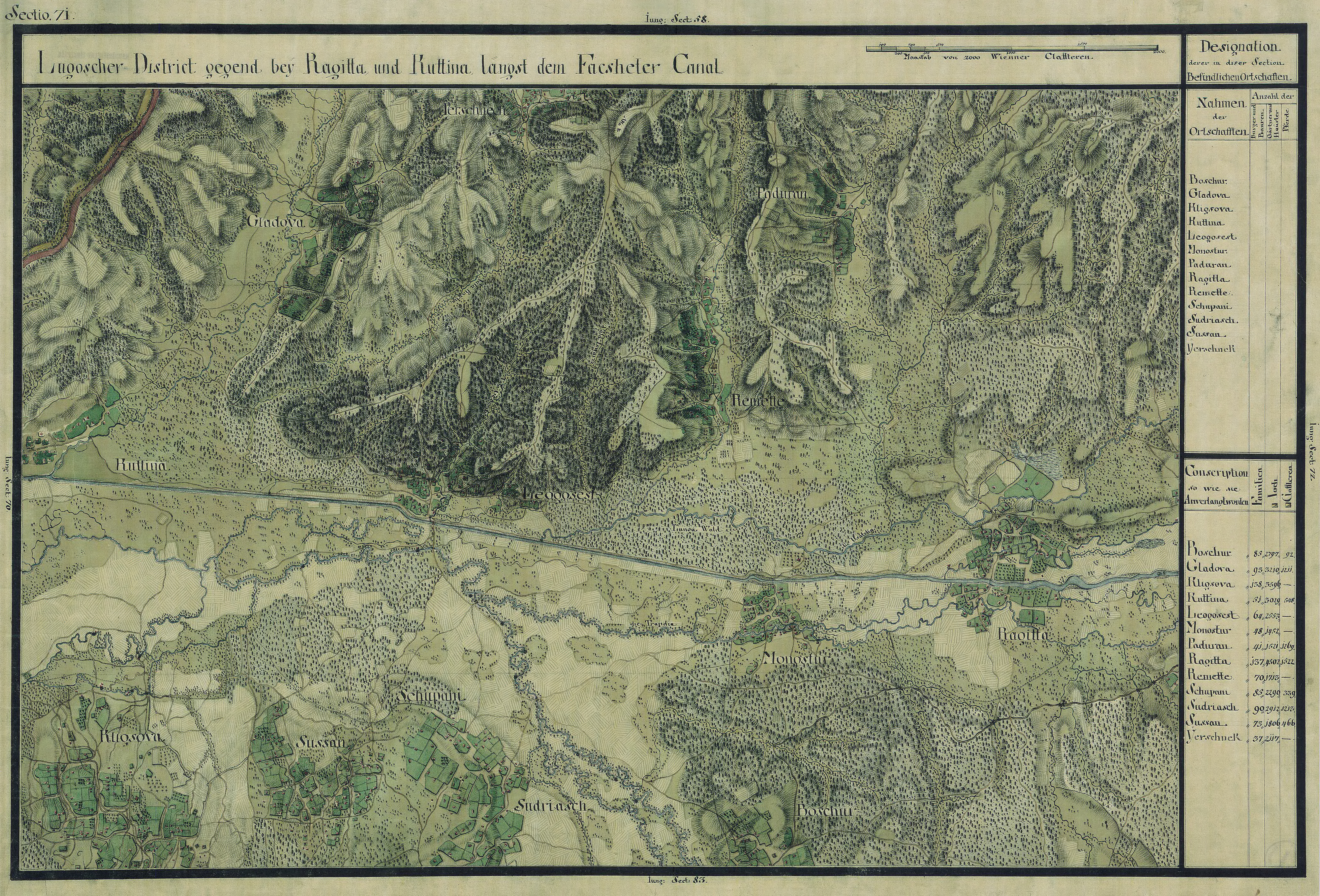
Gutonya egy régi térképen

Gutonya (Cutina), település Romániában, Bánátban, Temes megyében.

## Fekvése
Lugostól északra, Bethlenháza és Nagybodófalva közt fekvő település.

## Története
Gutonya nevét 1440-ben említette először oklevél Gwthonia, Gwthonya neveken. 1488-ban Kwthyna néven említették Czikóvásárhely kastély tartozékaként, majd 1518-ban Kuthnya, 1717-ben Gutina, 1477-ben Felsew Gwthwnya, Kezepsew Gwthwnya, Also Gwthwnya néven, Solymos vár tartozékaként, 1808-ban Kutina, Kuttina néven volt említve.
1851-ben Fényes Elek Magyarország történeti földrajzában írta a településről: „930 óhitű lakossal, paroch. templommal. Határa 3233 hold, melyből úrbéri beltelek 149, ... Bírja a kamara.”
1910-ben 969 lakosából 963 román, 2 magyar volt. Ebből 967 görögkeleti ortodox volt.
A trianoni békeszerződés előtt Krassó-Szörény vármegye Bégai járásához tartozott.